# Le P'tit Curieux
Pour plus de détails, voir Fiche technique et Distribution.
Le P'tit Curieux est un film français réalisé en 2004 par Jean Marbœuf.

## Synopsis
Clément, fils unique d'une mère divorcée depuis presque autant que son âge, est un petit garçon de neuf ans intelligent mais aussi très curieux. Lorsqu'il n'est pas à l'école, ne se déparant jamais de son appareil photo il sillonne inlassablement les vieilles rues de sa petite ville (Loches, magnifique petite cité médiévale d'Indre-et-Loire aux maisons de tuffeau serrées autour du château de Charles VII et d'Agnès Sorel). Dans ce petit quartier où tout le monde se connaît, son passe-temps favori est d'observer les différentes grandes personnes, les photographiant sur le vif lorsqu'il est avec elles, et parfois aussi à la dérobée, pour essayer de comprendre le mode de vie des adultes, leurs comportements, les liens qui les unissent dans un même quartier, et découvrir les mystères de l'âge adulte et les secrets du bonheur au travers de ces rencontres. Il ne veut pas grandir mais il est très amoureux de son amie Astrid, un sentiment réciproque et tous les deux vivent une profonde tendresse l'un pour l'autre, au point de s'être déjà mutuellement promis l'un pour l'autre. Sans le vouloir, alors que Noël approche, la curiosité de Clément va le mêler à une sordide affaire policière car un meurtre puis un deuxième puis un troisième, les trois victimes étant toutes des femmes, sont commis dans cette petite rue d'une bourgade provinciale où la vie est d'ordinaire si paisible.

## Distribution
- Milan Argaud : Clément
- Alain Bashung : l'inspecteur de police
- Jean-Claude Dreyfus : monsieur Dubois
- Andréa Ferréol : madame Poulet
- Josiane Lévêque : la concierge
- Julie Marboeuf : sa mère
- Christian Morin : le volailler
- Sonia Rolland : l'opticienne
- Emmanuel Booz : Le gynécologue